# Kourtney and Kim Take Miami
Kourtney and Kim Take Miami (tidligere kaldt Kourtney and Khloé Take Miami) er en amerikansk reality-tv-serie. Den fik premiere på E! den 16. august 2009, lige da det det første af fjerde afsnit af Keeping Up with the Kardashian blev udsendt(på E!). Serien startede med at følge de to søstre Kourtney og Khloé Kardashian da de åbnede deres anden D-A-S-H butik i Miami, Florida. Fra den tredje sæson, overtog søsteren Kim Kardashian Khloés rolle, som havde andet i tankerne, bl.a. rod med hendes daværende mand.
Den tredje sæson begyndte at blive filmet i oktober 2012, og blev udsendt for første gang den 20. januar 2013. 
En webserie kom også op at kør i løbet af sæson 3, med titlen Lord Disick: Lifestyles of a Lord, seriens hovedemne er at Scott Disick informere seerne om hvordan man lever som en "konge". 
I de første to sæsoner, Courtney and Khloé Take Miami, fulgte søstrene Kourtney og Khloé Kardashian, da de havde fokus på at åbne en ny D-A-S-H butik i Miami, og en 'fullow-up' på deres to originale butik i Calabasas. Der hørte også et kig på Khloés radioshow på Y100 kanalen, Khloé After Dark, hvor medværten var Terrence J, og den dag i dag lever af duoen. Den tredje sæson ser man Kim Kardashian som tilslutter sig Kourtney, hvor de finder et nyt sted til en D-A-S-H butik i Miami. Dette er den første Kardashian-relaterede serie som bliver offentliggjort efter fødslen af Kourtney og Scott Disicks datter Penelope.

## Afsnit

### Serieoversigt
| Sæson | Sæson | Afsnit | Oprindelig sendt | Oprindelig sendt |
| Sæson | Sæson | Afsnit | Start            | Slut             |
| ----- | ----- | ------ | ---------------- | ---------------- |
|       | 1     | 8      |                  |                  |
|       | 2     | 10     |                  |                  |
|       | 3     | 12     |                  |                  |